# 먼로 비어즐리
먼로 커티스 비어즐리(Monroe Curtis Beardsley, 1915년 12월 10일 ~ 1985년 9월 18일)는 미국의 미학자이다.

## 생애
비어즐리는 브리지포트에서 태어나고 자랐으며, 예일 대학교에서 교육을 받았다 (B.A. 1936, Ph.D. 1939). 그는 그곳에서 존 애디슨 포터 상을 받았다. 그는 마운트 홀리오크 칼리지와 예일 대학교를 포함한 여러 단과대학 및 대학교에서 가르쳤지만, 그의 경력 대부분은 스와스모어 칼리지 (22년)와 템플 대학교 (16년)에서 보냈다. 그의 아내이자 때때로 공동 저자였던 엘리자베스 레인 비어즐리도 템플 대학교의 철학자였다.
미학 분야에서 그의 업적은 예술의 도구주의 이론과 미적 경험의 개념을 옹호한 것으로 가장 잘 알려져 있다. 비어즐리는 1956년 미국 미학회 회장으로 선출되었다. 문학평론가들 사이에서 비어즐리는 W.K. 윔샛과 함께 쓴 두 편의 에세이인 "의도적 오류"와 "정서적 오류"로 잘 알려져 있으며, 이 둘은 신비평의 주요 텍스트이다. 그의 저서로는 Practical Logic (1950), Aesthetics (1958) (입문서), Aesthetics: A Short History (1966)가 있다. 그는 또한 철학에 대한 널리 인정받는 개론 선집인 The European Philosophers from Descartes to Nietzsche를 편집했다. 그는 1976년에 미국 예술 과학 아카데미의 펠로우로 선출되었다.
그와 그의 아내는 프렌티스 홀의 "철학의 기초" 시리즈의 전체 시리즈 편집자였다. 이 시리즈는 철학 내의 다른 분야에 대한 교과서 시리즈였으며, 대부분 해당 분야의 저명한 학자들이 저술했다.

## 같이 보기
- 미국 철학
- 미국의 철학자 목록